# Enmansbolag
Ett enmansbolag är ett företag som ägs och kontrolleras av en enda person. I Sverige används begreppet enmansbolag enbart om aktiebolag, där alltså samma person äger alla aktierna.